# Alan Tate
Alan Tate (Easington, 2 settembre 1982) è un allenatore di calcio, dirigente sportivo ed ex calciatore inglese, di ruolo difensore.

## Palmarès
- Coppa di Lega inglese: 1

Swansea: 2012-2013